# Zameczek w Kotlinie
Zameczek w Kotlinie – zamek we wsi Kotlina (powiat lwówecki), wpisany do rejestru zabytków nieruchomych województwa dolnośląskiego.
Zabytkowy zespół dawnego ośrodka turystycznego, tzw. Zameczek. W 1903 r. na wysokości 721 m n.p.m. powstało schronisko "Kesselschlossbaude" (obecnie "Zameczek") należące do Bruona Röscha, przebudowane na hotel górski. W czasie II wojny światowej mieścił się tu dom wczasowy z restauracją i ośrodek dla samotnych matek, należący do NSV (organizacja pomocy społecznej w ramach NSDAP), po wojnie zaś ośrodek wypoczynkowy WRN a potem duży ośrodek harcerski. Obecnie obiekt znajduje się w ruinie. Obok piękny i cenny drzewostan. W skład zespołu wchodzą:

- budynek nr 1, tzw. Czerwony Domek
- budynek nr 2, tzw. Pralnia
- budynek nr 3, tzw. Baraczek
- budynek nr 4, tzw. Hotelik
- budynek nr 5, tzw. Łącznik
- budynek nr 6, tzw. Zagroda
- budynek nr 7, tzw. Stodoła
- budynek nr 8, tzw. Zameczek.